# Fényes Elek
Csokalyi Fényes Elek (Csokaly, 1807. július 7. – Újpest, 1876. július 23.) magyar statisztikus, közgazdasági statisztikai és földrajzi író, a honismereti szemlélet és munkálkodás hazai megteremtője, a magyarországi közgazdasági statisztika első jelentős képviselője, a Magyar Tudományos Akadémia levelező tagja 1837-től. (1858-ban az MTA rendes tagjává választotta, de mivel nem tartott székfoglalót, az MTA törölte tagjai sorából.) 

## Élete
A református nemesi származású csokalyi és dengelegi Fényes család sarja. Fényes Antal közbirtokos és Máriássy Éva fiaként született a Bihar vármegyei Csokalyon (akkori nevén Csokaj). Felmenője, dengelegi Fényes Péter címeres nemeslevelet szerzett 1633. május 5-én I. Rákóczi György Erdélyi Fejedelemtől, melyet később, 1635. február 10-én II. Ferdinánd magyar király erősített meg. Fényes Elek egyik fivére, dengelegi és csokalyi Fényes Dániel (1802–1842), berettyóújfalui földbirtokos, akinek a leszármazottja, báró Boeselager Wolfhardné dengelegi Fényes Csilla (1941–1994), a Magyar Máltai Szeretetszolgálat egyik alapítója. Fényes Elek egyenesági leszármazottjai között, Fényes László és Fényes Szabolcs akik a dédunokái voltak.
Fényes Elek 1828-ban Pozsonyban vette feleségül Eitel Zsófiát, akinek tőle három gyermeke – Klementina, Mária és Gyula – született.
A Magyar Tudományos Akadémia első tagja volt 1837-ben. A reformkori polgári haladás harcosa. Nagyváradon bölcsészeti tanulmányokat, Pozsonyban jogot végzett. 1836-ban Pesten telepedett le, különböző gazdasági területeken működött, elsősorban azonban statisztikai munkásságot folytatott. Munkáiból ismerték meg a kortársak a korabeli Magyarország gazdasági, népességi, statisztikai állapotát. A nemzet anyagi és szellemi erőforrásainak számbavételén túl fejlődésében ábrázolta az ország állapotát, összehasonlította a külföldi viszonyokkal, hogy az elmaradottság még jobban szembetűnjék. Műveinek leíró része hatalmas értékű néprajzi forrás is. 1848-ban Szemere Bertalan az Országos Statisztikai Hivatal szervezésével bízta meg. A szabadságharc bukása után börtönbe került. Elképzelései 1867 után főként Keleti Károly munkásságában valósultak meg.

## Tanulmányai
A Debreceni Református Kollégiumban végzett előtanulmányok után 1822-től 1824-ig Nagyváradon bölcseletet, 1824-től 1826-ig a pozsonyi akadémián jogot tanult. A koronázóvárosban végzett ügyvédi gyakorlat után, 1828-ban ügyvédi vizsgát tett. Több távol lévő mágnás helyettesítő követeként részt vett az 1830. évi és az 1832–1836. évi rendi országgyűlésen. Itt szembesült azzal, hogy az országgyűlési követek nem ismerik saját hazájukat, és ez inspirálta arra, hogy első nagyszabású országismertető művét megírja.

## Közéleti pályája a szabadságharcig
1835-ben Pestre költözött, ahol kezdetben Széchenyi István, majd az 1840-es évek elejétől Kossuth Lajos szellemi követőjévé vált. 1842-ben alelnöke lett az ellenzéki Nemzeti Körnek, majd az 1845-ben ebből Ráday Gedeon vezetése alatt kivált Pesti Körnek. Vörösmarty Mihály mellett alelnöke lett az 1847-ben, Teleki László vezetésével megalakult Ellenzéki Körnek is. Vezető szerepet játszott számos közhasznú egyesületben, a Magyar Gazdasági Egyesület előadója, a Magyar Iparegyesület aligazgatója, illetve a Védegylet választmányi tagja volt.

## Szerepe a szabadságharcban

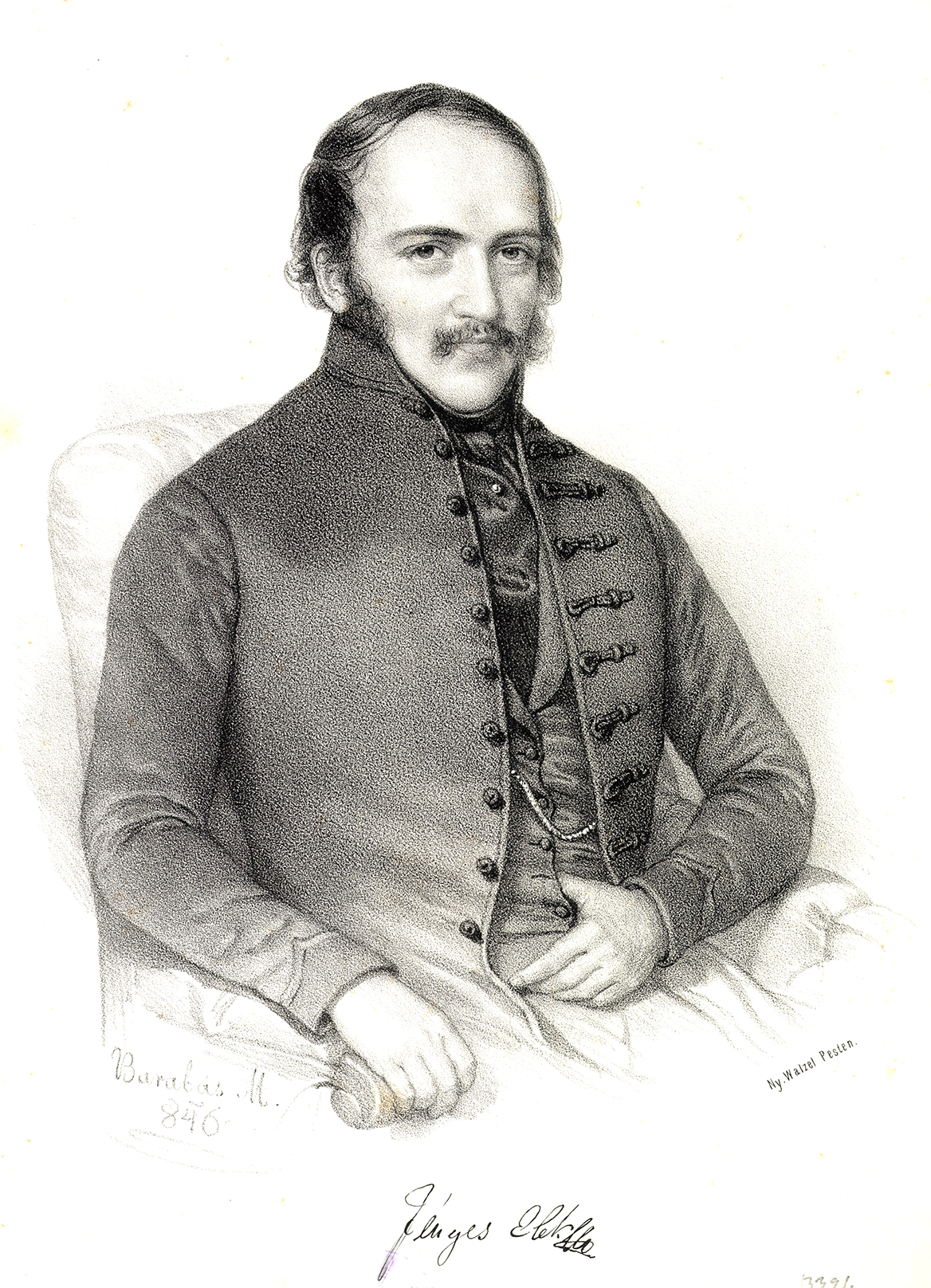
Fényes Elek portréja, Barabás Miklós (1846) litográfiája

Az 1848. március 15-én tagja lett a Közcsendi Bizottmánynak, a forradalom győzelme után csatlakozott a Madarász László vezette, radikális Egyenlőségi Társulathoz. A Batthyány-kormány megalakulása után Szemere Bertalan belügyminiszter minisztériumi osztálytanácsossá nevezte ki és megbízta az Országos Statisztikai Hivatal megszervezésével, illetve vezetésével. A hivatal 1848 májusában jött létre és a szabadságharc végéig működött. 1848 májusától 1849 júniusáig a Radical Kör alelnöke volt, 1849-ben a pesti vésztörvényszék elnökévé nevezték ki. A világosi fegyverletétel után egy ideig – Csokalyon és Gödöllőn – bujdosott, majd 1849 októberében önként jelentkezett a császári hatóságoknál. A pesti haditörvényszék néhány hónapos börtönbüntetésre ítélte.

## Tevékenysége a szabadságharc után
Bár a halálos ítéletet sikerült elkerülnie, pályája megtört, a szabadságharc után mellőzött lett. Szabadulása után Gödöllőn gazdálkodott, majd birtokát eladta, és 1854-ben ismét Pestre költözött. 1857-ben az Első Magyar Általános Biztosító Társaság életbiztosítási ügyosztályának főnöke lett. Ő dolgozta ki az élettartam és halálozási valószínűség táblázatait, de ellentét alakult ki közte és az intézet vezérigazgatója között, ezért állásáról le kellett mondania. Az 1860-as években a Sürgöny című kormánylap főmunkatársa lett, azonban eközben cikkeket írt az ellenzéki Pesti Hírnökbe is. E kettősség miatt teljesen elszigetelődött, munka nélkül maradt és megélhetési gondokkal kellett megküzdenie. Kezdetben családja s néhány barátja, majd az írói segélyegylet segítette. Később Gorove István miniszter segítségével, tiszteletdíj címén némi nyugdíjhoz jutott, és Csengery Antal, a Magyar Tudományos Akadémia alelnöke közbenjárására az akadémia statisztikai és nemzetgazdasági bizottsága is megbízta kisebb munkákkal. Ennek ellenére a tudományos munkával teljesen felhagyott. Élete utolsó éveiben Újpesten élt, ott is érte a halál.

## Tudományos és írói munkássága
A magyar honismereti és statisztikai tudomány egyik megalapítójának tekintik. Műveinek többsége ma is forrásértékű. Első nagy műve első kötetének megjelenése után, 1837. szeptember 7-én a Magyar Tudományos Akadémia levelező tagjává választották. E művel 1839-ben elnyerte az MTA nagyjutalmát. 1858-ban beválasztották a rendes tagok sorába, 1867-ben azonban megfosztották akadémiai tagságától, mivel az ellenzéki Pesti Hírnökbe írt cikkeivel kedvezőtlen hírbe hozta magát.

## Főbb művei
Válogatás Fényes Elek műveiből:
- Magyarországnak s a hozzá kapcsolt tartományoknak mostani állapotja statistikai és geographiai tekintetben, I–VI. (Pest, 1836–1840)
- Magyarország statistikája, I–III. (Pest, 1842–1843)
  - Első kötet
  - Második kötet
- Statistik des Königreichs Ungarn, I–II. (Pest, 1843–1844)
- Magyarország leirása, I–II. (Pest, 1847)
  - I. rész. Magyarország általánosan
  - II. rész. Magyarország részletesen
- A magyar birodalom statistikai, geographiai és történeti tekintetben. I. Komárom vármegye. (Pest, 1848; reprint: Tatabánya, 1992)
- Magyarország geographiai szótára, I–IV. (Pest, 1851; reprint: Budapest, 1984) ISBN 9630227002
- Ungarn im Vormärz. Nach Grundkräften. Verfassung, Verwaltung und Kultur dargestellt. Aus dem Ungarischen (Leipzig, 1851)
- Az orosz-török háború (Második kiadás, 1854)
  - Első kötet
  - Második kötet
- A török birodalom leirása, történeti, statistikai és geographiai tekintetben (Pest, 1854)
- Az ausztriai birodalom statistikája és földrajzi leirása (Pest, 1857)
- Magyarország 1859-ben statistikai, birtokviszonyi és topographiai szempontból, I/1–8. füzet (Pest, 1859–1860)
- Magyarország ismertetése statistikai, földirati s történelmi szempontból, I. Dunántúli kerület (Pest, 1865–1866)
- A magyar birodalom nemzetiségei és ezek száma vármegyék és járások szerint (Pest, 1867)

## Emlékezete
- Újpesten, tiszteletére egykori lakóházának falán emléktáblát helyeztek el.[8] Ugyancsak emléktáblát helyeztek el a róla elnevezett budai utcában.[9]
- 1956-ban Budán egy kereskedelmi középiskola Fényes Elek nevét vette fel, ami Fényes Elek Közgazdasági Szakközépiskola néven működött 2007-ig [l.: https://www.oktatas.hu/hivatali_ugyek/kir_intezmenykereso/!KIR_Intezmenykereso/Intezmeny/Index/035434].[10]
- A partiumi csokalyi Fényes-kúria falán 1890-ben emléktáblát helyeztek el tiszteletére, megjelölve, hogy ott született a nagy közgazdasági statisztikus és földrajzi író. Időközben a Fényes-kúriát elemésztette az idő, helyén parkot alakítottak ki, s a park közepén 2001 júliusában, halálának 125. évfordulóján elhelyezték és felavatták bronz mellszobrát, Mihály Gábor alkotását,[11] egyben emléktáblát helyeztek el a református templom falán.
- A Partiumi és Bánsági Műemlékvédő és Emlékhely Bizottság (Nagyvárad) Fényes Elek Díjban részesíti azon tagjait, akik kiemelkedő munkát végeznek a honismeret területén.[12]

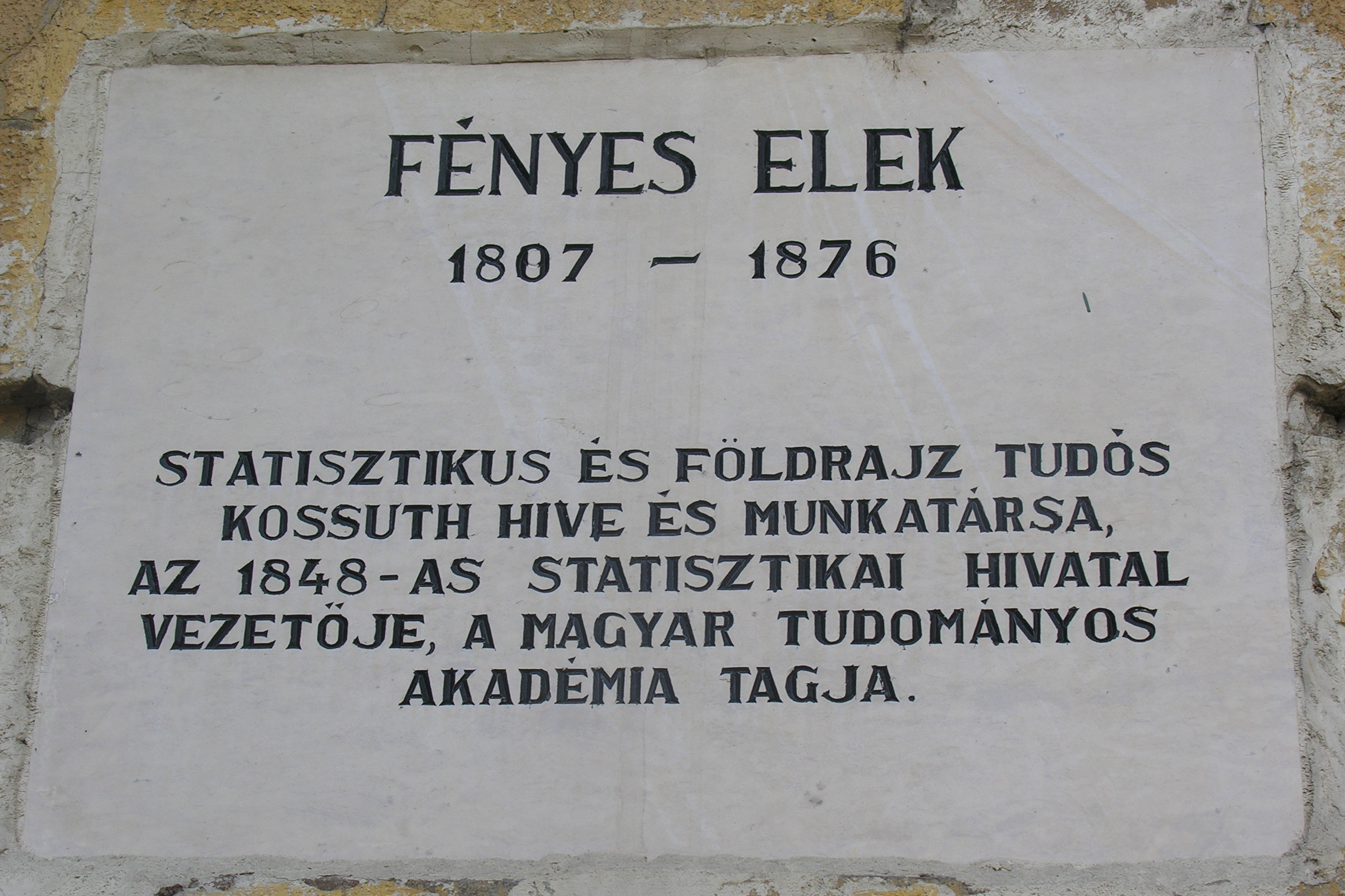
Emléktáblája Budapest II. kerületében, a róla elnevezett utcában
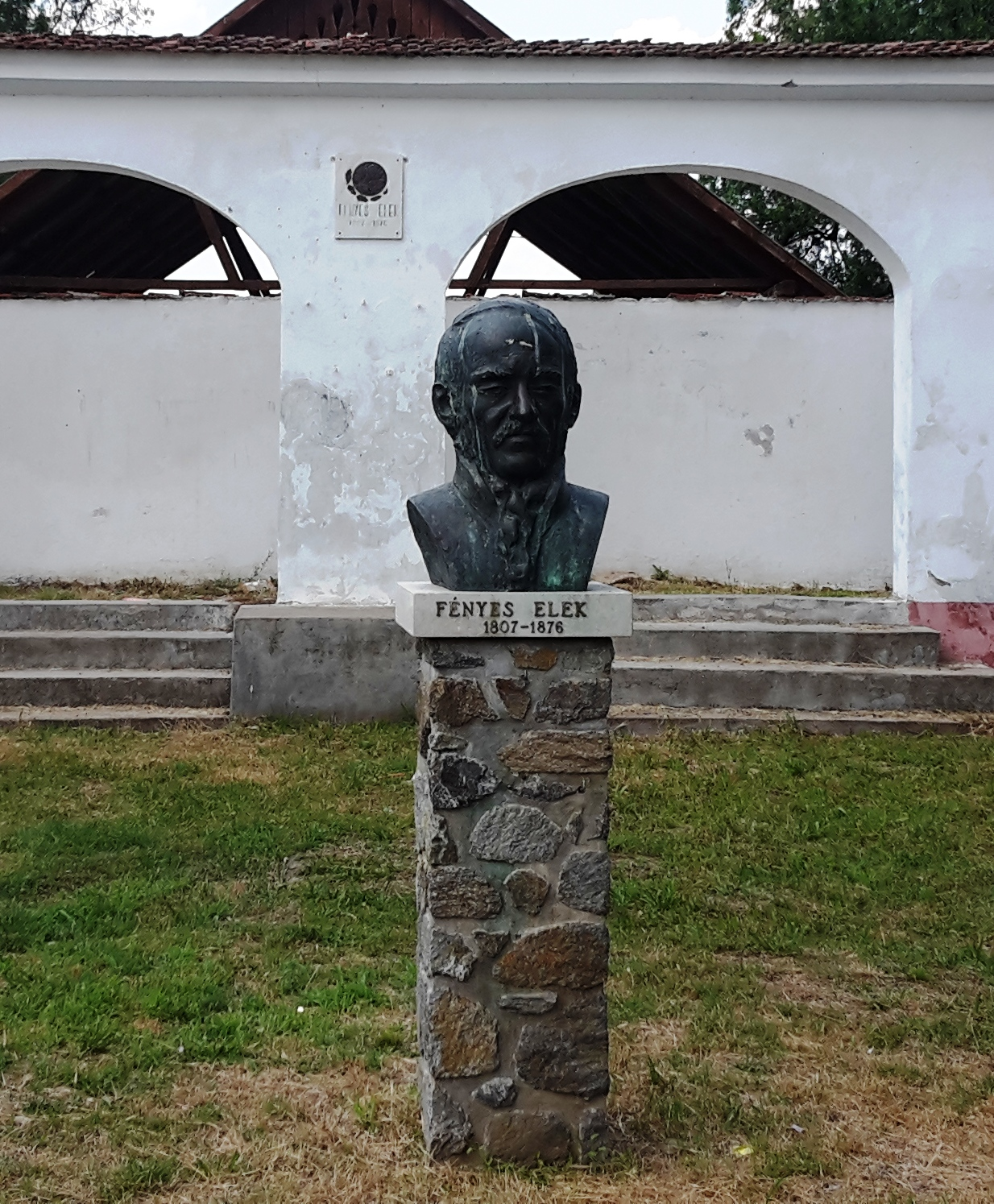
Fényes Elek mellszobra a csokalyi családi kúria kertjében
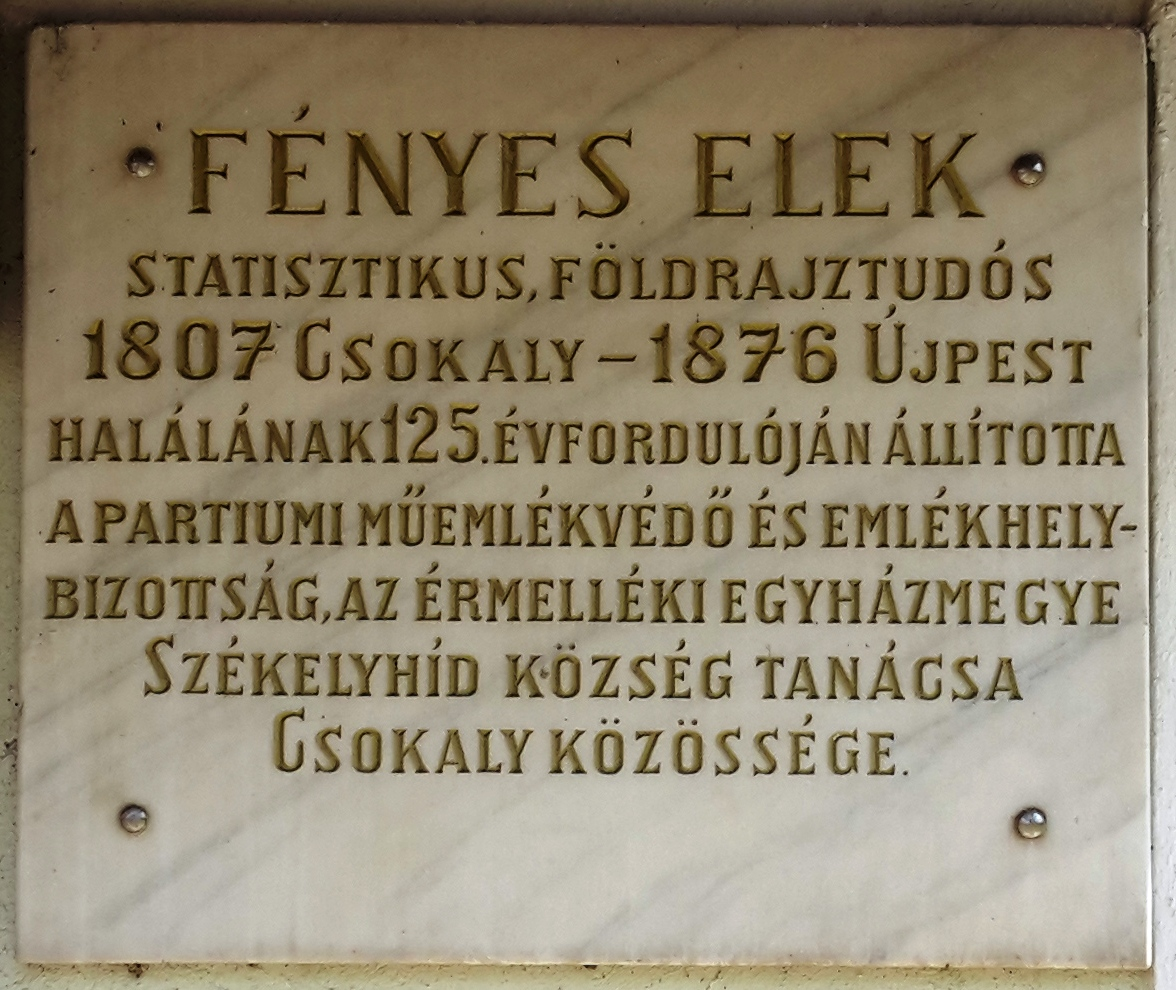
Fényes Elek emléktáblája a csokalyi református templom falán